# Glenbuchat Castle
Glenbuchat Castle (auch Glenbucket Castle) ist eine Burgruine und liegt auf einer niedrigen Klippe über dem Fluss Don am Ufer des Water of Buchat in der Nähe des Dorfes Kildrummy, etwa 30 Kilometer westlich von Aberdeen in Schottland.

## Geschichte
Die Burg wurde im Jahr 1590 von John Gordon of Cairnbarrow anlässlich der Heirat mit seiner zweiten Frau, Helen Carnegie, errichtet. Die Burg sollte ein weithin sichtbares Zeichen dieser Vermählung sein. Über der Eingangstür weist eine heute kaum noch zu entziffernde Inschrift auf dieses Ereignis hin:
JOHN.GORDONE.HELEN.CARNEGIE.1590
NOTHING.ON.EARTH.REMAINS.BOT.FAIME
Die Familie Gordon waren treue Jakobiten. So kam es auch, dass John Erskine, 23. Earl of Mar in Glenbuchat Castle logierte, als er sich zu Beginn des Ersten Jakobitenaufstandes von 1715 auf dem Weg von seiner Heimat in Kildrummy Castle zum Truppensammelplatz bei Corgarff Castle befand.
Glenbuchat Castle blieb bis 1701 im Besitz der Erben der ursprünglichen Erbauer, dann wurde sie innerhalb des Clan Gordon weiterverkauft. 1738 wurde sie von Brigadier General John 'The Old Glenbucket’ Gordon erworben; 1745 jedoch wegen dessen Beteiligung im Zweiten Jakobitenaufstand beschlagnahmt; anschließend wiederum verkauft. Die folgenden Besitzer bewohnten die Burg jedoch nicht und ließen sie verfallen.
Im Jahr 1901 wurde die Burg von James William Barclay erworben; sein Enkel, Colonel James Barclay Milne, übereignete sie 1946 in staatliche Obhut. Ein lokaler Verein erwarb das umliegende Land und gab dieses 1948 ebenfalls unter staatliche Aufsicht, um sicherzustellen, dass Burg und Umgebung intakt blieben.

## Architektur
Glenbuchat Castle gilt als exemplarisches Beispiel des „Z Plan“-Burgenbaus des 16. Jahrhunderts. Ein Hauptgebäude wird um zwei Verteidigungstürme erweitert, die sich diagonal an zwei Ecken des Hauptgebäudes gegenüberstehen. Wie bei Burgen dieser Zeit üblich gibt es nur einen Eingang, der sich in einer Ecke zwischen Hauptgebäude und einem  Verteidigungsturm befindet. So können mögliche Angreifer aus den Schießscharten zweier Wände unter Beschuss genommen werden.
Die Burg besitzt kein Dach mehr; die zu besichtigenden Teile der Burg bestehen aus mehreren Räumen mit Gewölbedecken im Erdgeschoss sowie einem einzelnen großen Raum im ersten Stock.
Das Mauerwerk in den oberen Etagen ist derzeit in so schlechtem Zustand, dass Glenbuchat Castle bis voraussichtlich 2017 nur von außen besichtigt werden kann.
Sowohl Glenbuchat Castle als auch das umgebende Land werden heute von Historic Scotland verwaltet.